# 奶路臣公園 (溫哥華)
奶路臣公園（英語：Nelson Park）是加拿大卑詩省溫哥華的一座公園，由溫哥華市政府出資建造。該公園位於溫哥華西端區，以奶路臣街（Nelson Street）、弼街（Bute Street）、高莫斯街（Comox Street）及鄧魯街（Thurlow Street）為界。

## 外部連結
- .   [2023-08-25]. （原始内容存档于2023-03-22）.

49°16′58″N 123°07′47″W / 49.2829°N 123.1297°W